# لوشانی
لوشانی (به چکی: Lošany) یک منطقهٔ مسکونی در جمهوری چک است که در ناحیه کولین واقع شده‌است. لوشانی ۶٫۷۵ کیلومتر مربع مساحت و ۳۳۳ نفر جمعیت دارد و ۳۱۲ متر بالاتر از سطح دریا واقع شده‌است.